# Спермидин
Спермидинът е полиаминов биогенен амин с емпирична химична формула C7H19N3. Намира се в рибозомите и живите тъкани. Има различни функции в обмяната на веществата в организмите. Първоначално е бил изолиран от сперма.

## Функция
Полиамините като спермидина са поликатионни алипатни амини. Имат различни функции. Много са важни за преживяването на клетките.
Спермидинът и сперминът имат силно основен характер (рН на спермата >7) и вероятно стимулират движението на сперматозоидите.
Спермидин синтаза (СПДС) катализира образуването на спермидина от путресцин. Спермидина е прекурсор за по-нататъшно полиамини, като спермин и неговите структурни изомери тероспермин.
Спермидина синхронизира множество биологични процеси (например Ca2+, Na+, K+ -АТФаза), като по този начин поддържа на мембранния капацитет и контролира вътреклетъчния обем и рН. Спермидинът регулира биологичните процеси, като например навлизането на Са2+ поради глутаматовия N-метил-d-аспартат рецептор (NMDA-рецепторите), който е свързан със синтеза на азотен оксид (азотен оксид) и цГМФ/ПКГ-овия път за активиране и намаляване на Na+,K+-АТФаза в синаптосомиге в кората на главния мозък.
Спермидина е агенти за дълголетие при бозайниците поради различни механизми на действие, които едва сега започват да бъдат разбират. Автофагия е основният механизъм на молекулярно ниво, но има доказателства и за други механизми, включително намаляване на възпалението, липидния метаболизъм и регулация на клетъчния растеж, пролиферация и смърт.
Спермидина, както е известно, регулира растежа на растенията. Инвитро подпомага процеса на транскрибиране на РНК, а също и инхибиране на NOS (не знам какво е?). Освен това, спермидина е прекурсор на други полиамини, като спермин и термоспермин, някои от които допринасят за толерантността към суша и засоленности на почвата в растенията.
Спермидинът е тестван и е открит, че стимулира растежа на косата. Спермидинът също се оказва, че „активира изразяване на кератинами К15 и К19 в епителните стволови клетки, както и дозозависимо на домулира К15 промоторната активност ин ситу., както и колония на ефективността на формиране, разпространение и К15 израз изолиран човек К15-протеин gfp+ клетки в епруветка.“ (преводът може да се подобри от някой който го разбира)

## Биохимични действия
Известни действия на спермидина включват:
- Инхибирането невронния синтез на азотен оксид (nNOs)[4]
- Свързва и преципитира ДНК[5]
- Полиаминов регулатор на растежа на растенията[6][7][8][9][10][11][12]

## Хранителни източници
Добри хранителни източници на спермидина са отлежалото сирене, гъби, соеви продукти, фасул, царевица и пълнозърнести храни.
| Храна                  | Спермидина мг/кг | Бележки и препратки |
| ---------------------- | ---------------- | ------------------- |
| Нахут                  | ~29              | [ 13 ]              |
| Зелен грах             | 46.6             | [ 13 ]              |
| Соя, сушени            | 128              | Немски език         |
| Соя, сушени            | 207              | Японски             |
| пилешки дроб           | 48.7             | [ 13 ]              |
| Чедър, 1-но годишен    | 199.5            | [ 13 ]              |
| Цветното зеле (варено) | ~25              | [ 13 ]              |
| Броколи (варени)       | ~25              | [ 13 ]              |
| Гъби                   | 88.6             | Японски             |
| Манго                  | 30               | [ 13 ]              |
| Оризови трици          | 50               | [ 13 ]              |

Забележка – съдържанието на спермидина варира в зависимост от източника и възрастта. Виж цитатите за подробности.
В тъканта ендосперма на зърата се съдържа повечето спермидина. Едни от най-известните зърнени култури, хранителни източници на протеини от пшеничен зародиш, който съдържат около 243 мг/кг спермидин. 

## Функции
- Спермидина можат да се използва при електропорация при прехвърляне на ДНК в клетката под електрически импулс. Може да се използва за почистване на ДНК-свързани протеини.
- Спермидина заедно с калциев хлорид се използва, за утаяване на ДНК на микроснаряди за бомбардировки с генни оръдия.[15]
- Има данни, че спермидина намалява стареенето при мая, мухи, червеи и човешки имунни клетки при индукция аутофагоцитоза.[16] Tirupati Pichiah и др., предложи, че спермидина може да бъде полезна за лечение на захарен диабет тип 2.[17]
- Спермидина обикновено се използва за инвитро молекулярно-биологични реакции, в частност „инвитро“ транскрипция на Фагова РНК полимераза, „инвитро“ транскрипция на човешка РНК полимераза II („инвитро“ транскрипция на РНК-полимераза, и в инвитро транслация.